# Ciuperceni (Gorj)
Ciuperceni is een Roemeense gemeente in het district Gorj.
Ciuperceni telt 1807 inwoners.